# Волфганг Ритер
Проф. д-р Волфганг Ритер (на немски: Wolfgang Ritter) е германски биолог, един от водещите световни авторитети в областта на пчелната патология.

## Биография
Роден е на 28 октомври 1948 г. в Хамбург, Германия. Завършва биология и химия в Университета „Йохан Волфганг Гьоте“ във Франкфурт на Майн и получава докторска степен в Института по пчеларство в Оберурсел, Германия.
От 1978 г. насам той провежда редица изследвания в областта на здравето на пчелите, които описва в над шестстотин световнопризнати публикации в научни издания, автор и съавтор е на редица книги, посветени на пчелите и пчеларството.
От 1987 г. проф. д-р Ритер е председател на Научната комисия за здравето на пчелите в Световната организация на сдруженията на пчеларите Apimondia, а от 1991 г. – експерт и ръководител на Референтна лаборатория по болести на пчелите на Световната организация за здравеопазване на животните (OIE). Организатор е на множество световни конгреси и симпозиуми от 1982 г. насам.
Неговите доклади, представяни на форумите на Apimondia, представляват едни от най-интересните и иновативни приноси в областта на пчеларството. Автор и редактор на множество публикации в германското пчеларско списание „Die Biene“, отдавна утвърдило се като едно от най-четените професионални списания по пчеларство в Европа.
От 15 години проф. д-р Ритер води лекции и курсове по биологично пчеларство в Университета в Касел – Факултет по екологични аграрни науки. Има редица признати открития в областта на пчелната патология и противодействието на акара Varroa destructor.

## Публикации
- Experimenteller Beitrag zur Thermoregulation des Bienenvolks. Dissertation. 1978.
- Bienenkrankheiten. Ulmer, Stuttgart 1994, ISBN 3-8001-7289-5
- Diagnostik und Bekämpfung der Bienenkrankheiten. Fischer, Jena 1996, ISBN 3-334-61021-7
- Honey Bee Diseases and Pests: A Practical Guide Food and Agriculture Organization of the United Nations, 2006
- Bienen gesund erhalten Ulmer, Stuttgart 2012, ISBN 978-3-8001-5729-7
Болести по пчелите, изд.: ИК „Дионис“, София (2004), прев.
- Bienen naturgemäß halten Ulmer, Stuttgart 2014, ISBN 978-3-8001-3995-8 Природосъобразно отглеждане на пчели, изд.: ИК „Неделник“, София (2017), прев. Татяна Танева
- Bee health and veterinarians World Organisation for Animal Health, Paris 2014, ISBN 978-92-9044-923-2
- Bienen naturgemäß erhalten Ulmer, Stuttgart 2014, ISBN 978-3-8001-3995-8